# 곤도 세이쿄

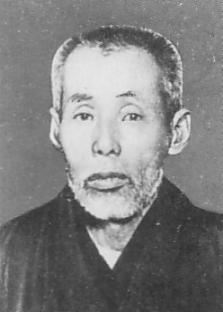
곤도 세이쿄

곤도 세이쿄(일본어: 権藤成卿, 1868년 4월 13일 ~ 1936년 7월 9일)는 일본의 우익 사상가, 민간 지도자, 교육자, 한학자, 제도학자이다.

## 생애
구루메번에서 국학자이자 유의(儒醫)인 곤도 나오시(権藤直)의 맏아들로 태어났다. 이름은 젠타로(善太郞)로, 세이쿄(成卿)는 호이다. 근황당의 영수인 이케지리 갓탄에게 수학하고 열혈 지사들과 친분이 있던 아버지의 영향을 받았다. 1874년 아버지를 따라 오사카로 가서 뎃치에서 상업을 배우고 니쇼갓샤에 가서 한학을 배우기도 했다. 14살에는 집에 있는 한적(漢籍)의 대부분을 독파하여 신동 소리를 들었다고 한다. 이후 고문서를 섭렵하며 국학에 전념하였다.
그는 24살에 결혼하였는데 이 무렵 친구인 다케다 한시가 조선 문제에 개입하는 것에 자극을 받아 조선에 건너가 어업에 손을 댔지만 실패하고, 일본으로 돌아가 다케다의 재정 지원을 했다. 우치다 료헤이가 흑룡회를 결성할 때 이에 참여하였고, 이후 흑룡회에 물심양면 지원을 아끼지 않으면서 대아시아주의와 아시아 연구에 뜻을 두게 되었다.
1914년, 그는 우치다 료헤이, 오자와 다교, 다루이 도키치, 오이 겐타로 등과 어울리며 소위 '곤도 서클'을 형성하였고, 1918년 곤도 서클은 로소카이(老壯會)에 대거 참여하였다. 로소카이를 통해 그는 미쓰카와 가메타로와 같은 아시아주의자들과의 교류하였는데, 로소카이가 훗날 미쓰카와 가메타로, 오카와 슈메이, 기타 잇키 등에 의해 점차 국가주의적 성향의 단체로 변모하게 되면서 곤도는 1920년 자치학회를 설립하였다.
1927년, 긴케이가꾸인(金鶏学院)에 출강하여 유교, 국체, 제도학 등을 강의하였다. 1932년, 《농민본위론》을 저술했다.
혈맹단 사건, 5·15 사건에 사상적 영향을 미쳤다는 혐의로 투옥되었으나, 관계없음이 밝혀져 석방되었다.

## 참고 문헌
- 滝沢誠, 『権藤成卿』, ぺりかん社, 1996.